# Наконечне Перше
Наконечне Перше — село в Україні, у Яворівському районі Львівської області. Населення становить 1154 особи. Орган місцевого самоврядування — Яворівська міська рада.
У селі є православна церква Успіння Пресвятої Богородиці (ПЦУ), занесена до списків культурної спадщини. Існуюча дерев’яна церква збудована у 1837 (1840) році на місці давнішої. Ремонтована у 1896 році. Ймовірно, тоді ж прибудовані бокові невеликі рамена та встановлений новий іконостас. В середині 1930-х років стінопис виконав мистець Олекса Харків. До «псевдособору» церква належала УГКЦ.
Після зовнішнього ремонту в кінці 2000-х на початку 2010-х років дахи церкви перекрили металізованою бляхою. На захід від церкви розташована дерев'яна триярусна дзвіниця сучасна церкві. Церковне подвір’я з південної сторони підпирає висока кам’яна стіна. 
З освітянських закладів є дитячий садок «Ромашка» і середня загальноосвітня школа І-ІІІ ступенів.

## Населення

### Мова
Розподіл населення за рідною мовою за даними :
| Мова            | Кількість | Відсоток |
| --------------- | --------- | -------- |
| українська      | 1150      | 99.65%   |
| російська       | 3         | 0.26%    |
| інші/не вказали | 1         | 0.09%    |
| Усього          | 1154      | 100%     |

## Відомі люди
- Іван Кузич — ректор Перемиської духовної семінарії[4].
- Володимир Кунанець, діяч ОУН. У роки війни був директором школи.
- Остап Линда, командир ВО-2 «Буг».
- Наталія Лемішка — українська співачка, народна артистка України.
- Степан (Меньок) — український релігійний діяч, екзарх Донецько-Харківський.
- Анатолій Митник — рядовий міліції, загиблий учасник російсько-української війни 2014—2017 років.
- Романець Нестор — Лицар Бронзового хреста заслуги УПА.
- Роман Сеник — активіст Майдану, вбитий у 2014 році в Києві. Герой України (посмертно).

## Галерея

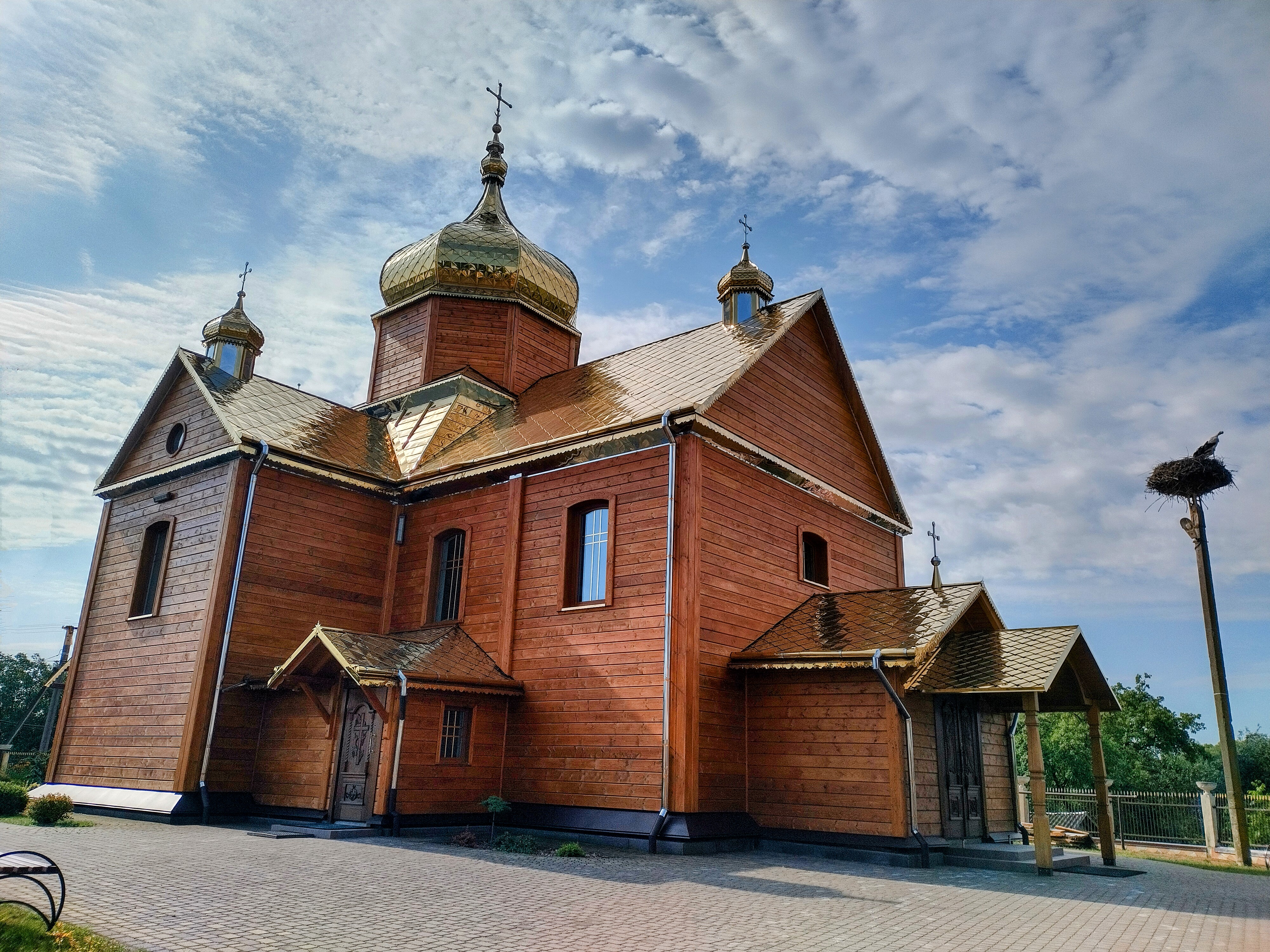
Церква Успіння Пресвятої Богородиці
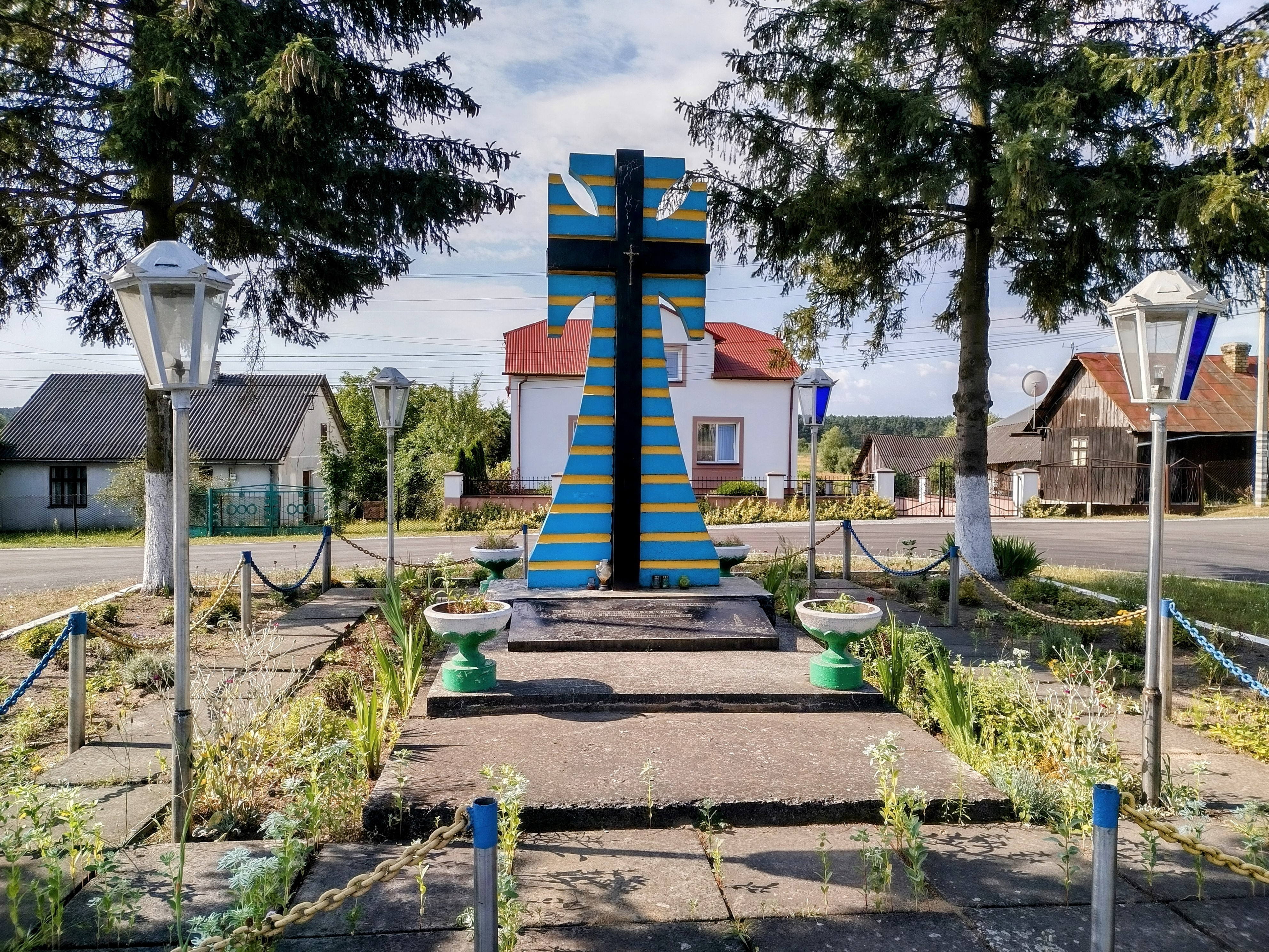
Меморіал "Борцям за волю України"
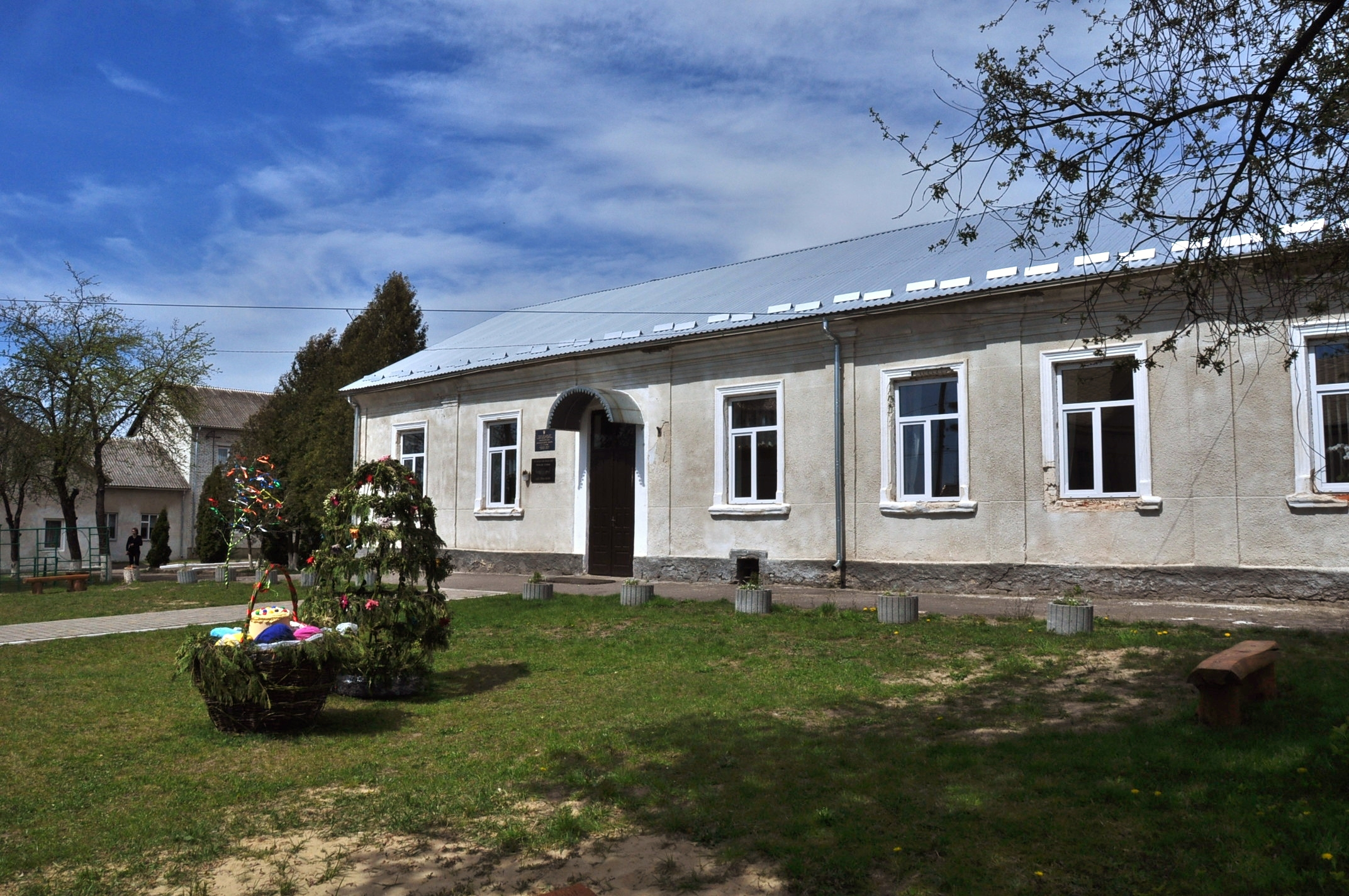
Школа
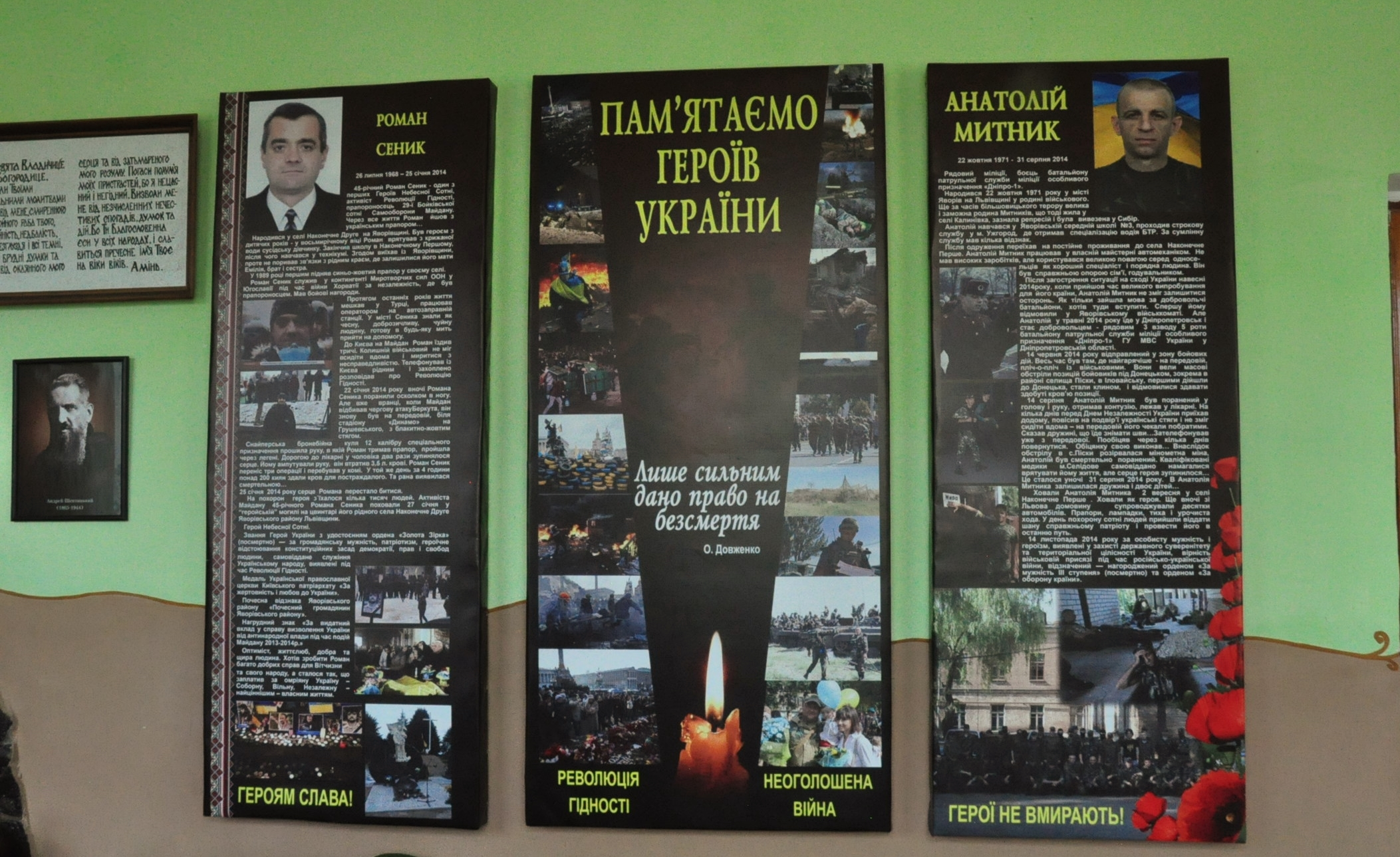
Плакат у школі з загиблими сельчанами Романом Сеником та Анатолієм Митником
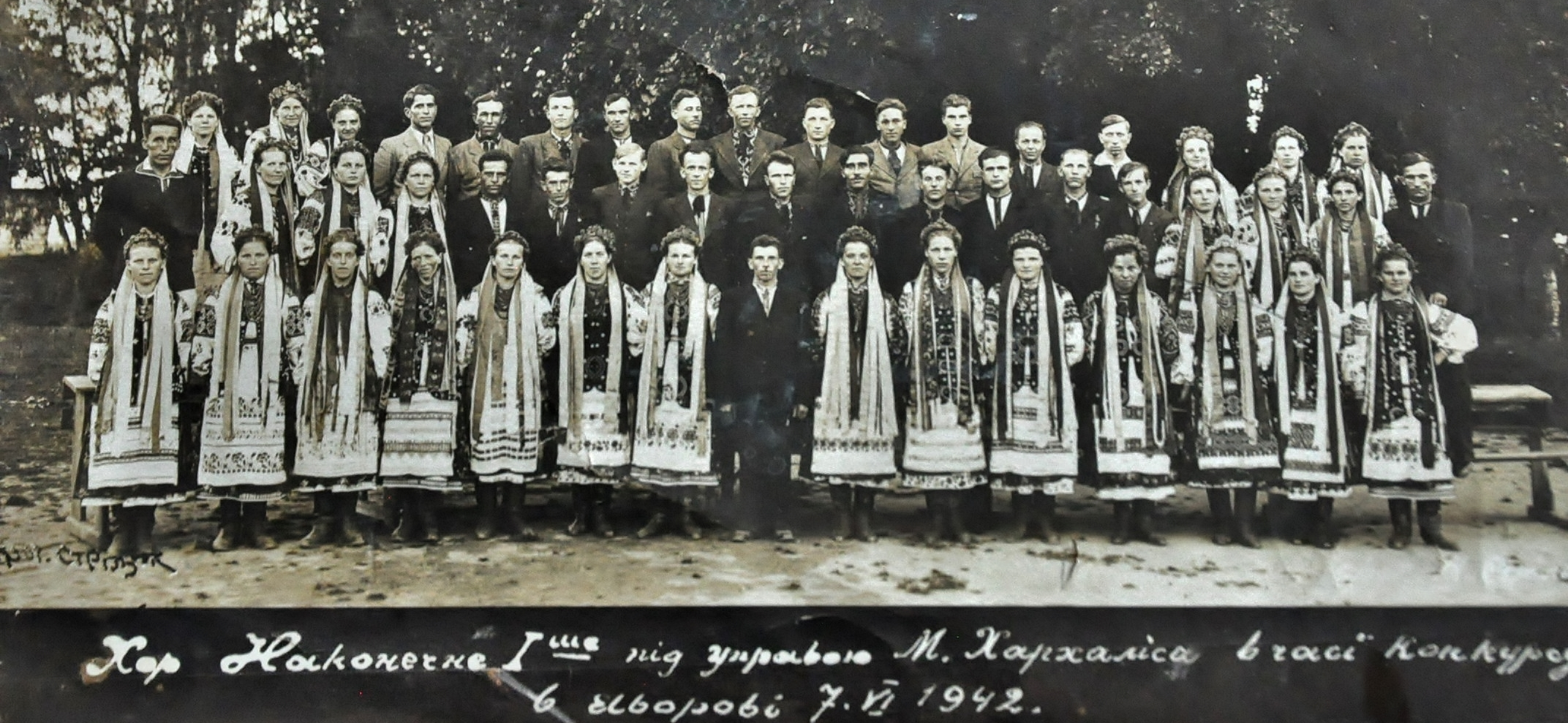
Світлина хору с. Наконечне Перше під час співочого конкурсу в м. Яворові 7 червня 1942 р. (зі стенда в школі с. Наконечне Перше)